# Internat

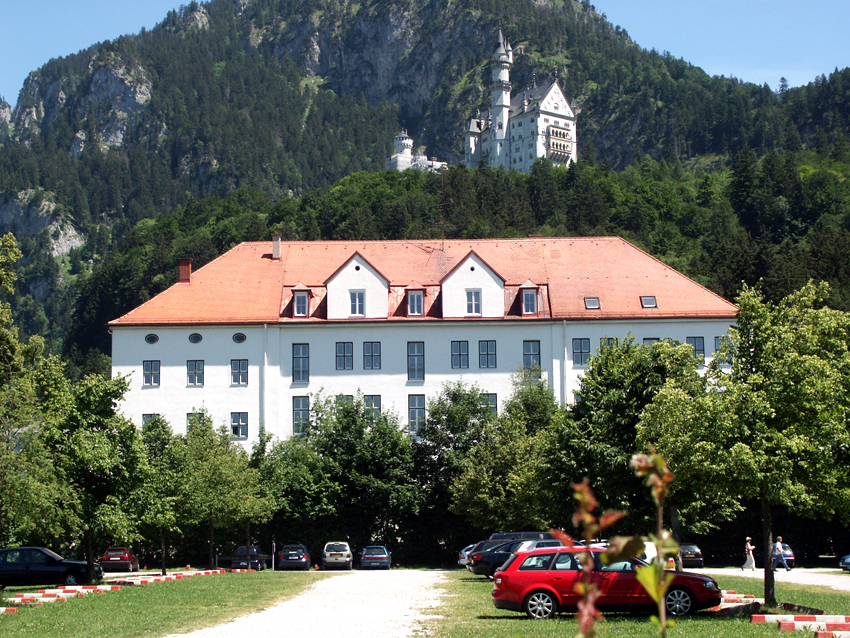
Internatsgebäude des staatlichen Gymnasiums Hohenschwangau

Internat ist der Oberbegriff für Einrichtungen, in denen Schüler aller Altersstufen und aller Schularten wohnen und betreut werden und die (zumeist) einer Schule angegliedert sind.

## Zweck eines Internats
Heute gibt es verschiedene Formen von Internaten. Sie sind ihrem Zweck nach gewidmet:
- Kindern, denen es wegen der Abgelegenheit ihres Wohnorts von den Eltern nicht zugemutet wird, jeden Tag einen weiten Schulweg zurückzulegen
- Kindern, deren Eltern etwa aus Zeitmangel die Betreuung und Erziehung in die Hände dieser Institution legen
- hochspezialisierte Schulen (Berufsschulen und Fachschulen seltener Berufe, Sportgymnasien, Hochbegabtenförderung), die einen großen Einzugsbereich haben und/oder individuelle Betreuung anbieten
- Kindern, deren Eltern die Bildung und Erziehung ihrer Kinder aus Überzeugung (pädagogisches Konzept, konfessionelle Ausrichtung etc.) einem Internat anvertrauen
- Kindern, die individueller heilpädagogischer Förderungen im psychischen, kognitiven, sozialen oder körperlichen Bereich bedürfen.

## Begriff und Geschichte
Der Begriff Internat entstand im 19. Jahrhundert und leitet sich von lat. internus (deutsch: im Inneren befindlich, vertraulich) ab, der Gegenbegriff ist das Externat. Er wurde vermutlich analog zu dem deutlich älteren und etwa gleichbedeutenden Begriff Alumnat gebildet. Bewohner eines Internats werden auch heute z. T. noch Alumnen genannt. Der Begriff Alumnat wird heute jedoch nur noch selten verwendet. So wird z. B. In Regensburg das 1901 im Jugendstil entstandene Nachfolgergebäude des ehemaligen protestantischen, reichstädtischen Alumnats in der Straße Am Ölberg Nr. 2, das noch bis in die Nachkriegszeit um 1945 als Internat genutzt wurde, als das Alumneum bezeichnet, obwohl das Gebäude 1978 in den Besitz der protestantischen Kirche kam und seitdem anders genutzt wird.
Internate bzw. Alumnate wurden ursprünglich zumeist anderen bereits bestehenden Einrichtungen (Fürstenhof, Dom, Kloster, Universität usw.) angegliedert. Der Begriff „Internatsschule“ bzw. eine enge (auch personelle) Verbindung von Schule und Internat kommen erst später auf und bleiben eine Sonderform des Internats. Neben dem Begriff „Internat“ sind weitere verschiedene teils synonyme Bezeichnungen in Gebrauch, z. B. Konvikt (Wohnheim für katholische Schüler oder Theologiestudenten unter geistlicher Leitung; in Österreich allgemein Schülerheim) oder Kolleg (kirchliche Ausbildungsanstalt).
Den Anlass einer Erziehung in besonderen Erziehungsstätten außerhalb des Familienverbands sehen Historiker bei allen Kulturvölkern ursprünglich in der Vorbereitung auf den priesterlichen Dienst an einem Heiligtum oder den Dienst an Königs- bzw. Fürstenhöfen. Geistliche und weltliche Regenten bedurften einer speziellen Vorbereitung, deren Anforderungen und Methoden die Eltern allein nicht gewachsen waren. Tempelschulen und Palastschulen, in denen eine jugendliche Elite gemeinsam auf ihre Führungsaufgaben vorbereitet wurde, dürfen daher im weitesten Sinne als Vorläufer auch der heutigen Internatsschulen und Schülerheime gelten.
Aufkommen und Ausbreitung des Christentums im mittelalterlichen Europa führten zunächst zu einer deutlichen Vorrangstellung der klerikalen „Internate“ an Dom- und Klosterschulen. Mit der zunehmenden Differenzierung und Ausweitung von Führungsaufgaben bei der Entstehung des modernen Staatswesens in der Renaissance erlangten dann auch profane Internate höhere Bedeutung (Aufgabe der Rekrutierung einer Führungsschicht für Militär und Verwaltung), während kirchliche Einrichtungen zunehmend „verweltlichten“ und zeitweise ihren Einfluss verloren. In der Reformation/Gegenreformation blühte erneut die klerikale Internatserziehung auf. Es verbanden sich religiöse und politische Zielsetzungen. Bedeutende Dom- und Klosterschulen wurden häufig zu Universitäten ausgebaut, denen spezielle „Internate“ (Kollegien, Bursen) angegliedert waren. Es bildete sich zusätzlich eine Vielzahl von Erziehungsstätten mit speziellen Ausrichtungen heraus, z. B. die von Landesherren gestifteten Fürstenschulen, Ritterakademien, Kadettenanstalten, Priester-, Lehrerseminare usw. Diese öffneten sich zunehmend auch den von Geburt weniger Privilegierten, weil anders der hohe Bedarf an Führungskräften nicht zu decken war.
Da der Ausbau des Bildungswesens in den Städten und erst recht auf dem Lande über einen langen Zeitraum (praktisch bis Mitte des 20. Jahrhunderts) mit der wachsenden Bildungsnachfrage kaum Schritt hielt, wuchs den Internaten eine besondere Bedeutung gerade für die Ausbreitung der höheren Bildung und den sozialen Aufstieg der Begabten „aus dem Volke“ zu. Nicht zu unterschätzen ist auch die wichtige Funktion der Internate beim damaligen Ausbau der Mädchenbildung.
Aufgrund der Tatsache, dass für Jahrhunderte der Weg zur universitären Ausbildung größtenteils über die (vorwiegend kirchlichen) Internate führte, wird Internatserziehung traditionell mit „Elitenbildung“ gleichgesetzt, allerdings war Internatsausbildung in früherer Zeit auch stärker als heute eine rein praktische Notwendigkeit: Noch Anfang des 20. Jahrhunderts waren beispielsweise ein Viertel der Gymnasiasten in Bayern Internatsschüler, nicht zuletzt wegen der vergleichsweise geringen Zahl der Gymnasien und der schlechten Verkehrsverbindungen, die für Schüler aus Kleinstädten oder vom Land kaum eine andere Möglichkeit ließen. Eine große Zahl bedeutender Wissenschaftler, Dichter, Politiker, Industrieller usw. ist aus Internaten hervorgegangen.
Immer wieder in der Geschichte griffen Reformbewegungen in schweren kulturellen, wirtschaftlichen und politischen Krisen auf das Modell des Internats als „pädagogischer Insel“ zurück, in deren Abgeschiedenheit eine Erneuerung der Erziehung und damit die Veränderung gesellschaftlicher Zustände durch neue Eliten stattfinden sollte; (Jesuitenkollegs, Philanthropine, Landerziehungsheime). Daneben entstanden Formen des Internats mit eher pragmatischer Zielsetzung („Notenpressen“ für Schulversager, private, kirchliche und staatliche Schülerwohnheime  an Standorten öffentlicher Gymnasien für „auswärtige“ Schüler, Pensionate zur Vorbereitung „höherer Töchter“ auf ihre Rolle als Ehefrau und Mutter, „Vorbereitungsanstalten“ in ländlichen Pfarrhäusern für Kinder, die außerhalb der allgemeinen Volksschulen auf die Aufnahmeprüfung an einem Gymnasium vorbereitet werden sollen, und anderes mehr).
Im Zuge gesellschaftlicher Veränderungsprozesse erlebten und erleben die Internate immer wieder Boom- oder Krisenzeiten. Tiefe Einschnitte bewirkten in jüngerer Zeit der Ausbau des weiterführenden Schulangebots auf dem Lande in den 1960er und 1970er Jahren bei gleichzeitiger Verbesserung der Verkehrsverbindungen zu den Schulen, der massive Rückgang der Schülerzahlen in den 1980er Jahren (geburtenschwache Jahrgänge) sowie die bis heute andauernde Akzeptanzkrise religiös orientierter Erziehungsstätten. Aufgrund der rückläufigen Nachfrage und veränderter Nachfragemotive mussten elitäre Zielsetzungen zunehmend aufgegeben werden. Es mehren sich in den Internaten bis heute die schulisch und erzieherisch schwierigen Fälle. Der Bestand an Internaten bzw. an Internatsplätzen verringerte sich seit den 1960er Jahren fast um die Hälfte. Anfang der 1990er Jahre sah die veröffentlichte Meinung Internate bereits als „Auslaufmodell“, Internate galten mehr oder weniger als ein Ort an den schwierige Kinder „abgeschoben“ würden oder wo reiche Eltern ihren eigentlich wenig begabten Kindern einen Abschluss „kaufen“ könnten.
Im Zuge der in den letzten Jahren aufgedeckten und in den Medien diskutierten Fallen von Kindesmissbrauch in pädagogischen Einrichtungen wurden auch Internate häufig erwähnt, beispielsweise die Odenwaldschule, die auch durch mangelhafte Aufarbeitung des sexuellen Missbrauchs in eine erhebliche Krise geriet, die letztlich zur Schließung der einst renommierten Schule führte. Möglicherweise wird auch diese Diskussion in den nächsten Jahren eine Auswirkung auf die Akzeptanz von Internaten haben, auch wenn viele der in den Medien behandelten Fälle in der Vergangenheit liegen.
Konträr zu dieser allgemeinen Entwicklungstendenz sind zurzeit Bestrebungen erkennbar, spezielle Bildungsaufgaben (Förderung von Hochbegabten und Hochleistenden) oder Probleme des Bildungswesens (Entlastung öffentlicher Schulen von Störern und Gewalttätern) durch Einrichtung besonderer Internate zu lösen. Erstmals tritt hier wieder der Staat als Gründer, Träger und Betreiber von Internaten verstärkt in Erscheinung.
Dies kann allerdings über die insgesamt krisenhafte Situation der Internate und eine zunehmende Angleichung von Internatserziehung und Erziehungshilfe nicht hinwegtäuschen. Die derzeitigen Versuche interessierter Kreise (Internatsverbände, gewerbliche Internatsvermittler), an elitäre Internatstraditionen anzuknüpfen oder wahrheitswidrig einen „Nachfrageboom“ bei den Internaten herbeizureden, entsprechen nicht der Wirklichkeit.
Neue Gefahren drohen den Internaten durch den Ausbau der Ganztagsbetreuung an öffentlichen und privaten Tagesschulen sowie durch den weiteren Geburtenrückgang. Auch ein während der Covid-19-Pandemie 2020/21 spürbarer Anstieg der Nachfrage nach Internatsplätzen, ausgelöst durch die Schließung normaler Schulen und als mangelhaft empfundenen Fernunterricht, dürfte dem nur vorübergehend entgegenstehen.

## Internate heute

### Abgrenzung
Wichtig ist eine Abgrenzung des Begriffs „Internat“ gegenüber dem des reinen „Wohnheims“ (ausschließlich Unterbringung und z. T. Verpflegung für Schüler und Auszubildende im Schülerwohnheim bzw. Studenten im Studentenwohnheim) und dem des „Kinder- und Jugendheims“ (Einrichtung der öffentlichen Erziehungshilfe). Internate zeichnen sich gegenüber Wohnheimen durch eine im Wesentlichen pädagogische Aufgabenstellung und eine intensivere schulische und erzieherische Betreuung aus. Sie erreichen andererseits nicht die sozialpädagogische oder sogar therapeutische Intensität von Einrichtungen der Erziehungshilfe (Kinder- und Jugendheime, sozialpädagogische Wohngruppen usw.). Internate betonen im Gegensatz zu letzteren die Erreichung schulischer Ziele stärker als die Aufarbeitung seelischer, körperlicher, entwicklungsbedingter oder erzieherischer Defizite. Sie betrachten sich zudem weniger als Ersatz, sondern eher als Ergänzung der Familie. Dies kommt auch darin zum Ausdruck, dass sie nicht das ganze Jahr über geöffnet haben, sondern ihre Bewohner generell in den Schulferien sowie an Heimreisewochenenden regelmäßig zu ihren Familien entlassen. Die Belegung von Internaten erfolgt weit überwiegend durch die Eltern der Schüler selbst, d. h. ohne Beteiligung öffentlicher Stellen (z. B. Jugendämter). Dementsprechend müssen auch die Kosten einer Internatsunterbringung von den Sorgeberechtigten privat aufgebracht werden.

### Formen, Ausdifferenzierung
Die Gruppe der Vollinternate kann man unterteilen in Internatsschulen, also Internate mit eigenen Unterrichtseinrichtungen, und Schülerheime, die keine eigenen Schulen unterhalten, sondern ihre Schüler in Lehranstalten anderer Träger am Ort oder in der näheren Umgebung schicken. Bei den Internatsschulen kann noch einmal unterschieden werden zwischen „Heimschulen“, die fast ausschließlich ihre eigenen Internatsschüler unterrichten und nur einen geringen Anteil Externer (außerhalb des Internats wohnender Schüler) aufweisen, und den „Schulen mit angeschlossenem Internat“, an denen die externen Schüler weit in der Überzahl bzw. umgekehrt die „Internen“ deutlich in der Minderheit sind.
Eine weitere Differenzierung ergibt sich aus dem Rechtsstatus der Unterrichtseinrichtungen von Internatsschulen. Diese können sich in öffentlicher (staatlicher) oder freier (privater) Trägerschaft befinden. Internatsschulen in freier Trägerschaft haben zumeist den Rechtsstatus der „staatlich anerkannten Ersatzschule“. Sie sind damit öffentlichen Schulen rechtlich gleichgestellt, aber auch an die staatlichen Aufnahme- und Versetzungsbestimmungen gebunden. Daneben gibt es private Internatsschulen, die sich lediglich als „staatlich genehmigte Ersatzschulen“ oder „allgemeinbildende Ergänzungsschulen“ bezeichnen dürfen. Ihre Aufnahme- und Versetzungsentscheidungen haben keine rechtliche Wirkung, und sie vermitteln auch keine staatlich anerkannten Schulabschlüsse. Um diese zu erreichen, müssen ihre Schüler eine Schulfremdenprüfung an einer staatlichen Schule ablegen.
Den zahlenmäßig dominierenden Internatstyp stellt die „Schule mit angeschlossenem Internat“ dar, gefolgt von dem Internatstyp „Schülerheim“. Reine Heimschulen bilden dagegen eher die Ausnahme. Internatserziehung war in der Vergangenheit vor allem eine kirchliche Domäne. Über die Hälfte der Internatsschulen und Schülerheime wurde von katholischen Trägern betrieben. Es folgten staatliche und evangelische Institute. Internatsschulen nichtkirchlicher privater Träger stellen dagegen das kleinste Kontingent. In den letzten Jahren hat die Anzahl der Internatsplätze kirchlicher Träger allerdings deutlich abgenommen, welches u. a. durch Finanzierungs- und damit verbunden durch partielle Qualitätsprobleme dieser Internatsgruppe bedingt ist.

### Geschlechtertrennung
Obschon die Geschlechtertrennung im modernen Unterrichtswesen keine bedeutende Rolle mehr nimmt, werden Internate bis heute durchweg als Knabeninternat / Jungeninternat und Mädcheninternat geführt. Sieht man den Ausdruck Mädcheninternat im Sinne ‚Internatsschule‘, finden sich in Mitteleuropa noch diverse Mädchenschulen mit angeschlossenem Internat, meist im Bereich der Privatschulen, religiös oder säkular. Sonst haben auch koedukative Schulen räumlich getrennte Internate für Knaben und Mädchen, als einzelne Häuser am Schulcampus, oder zumindest einzelne Trakte im Internatsgebäude. Eine gemeinsame gemischte Unterbringung Minderjähriger spielt im Regelschulsystem keine Rolle.

### Beobachtbare Entwicklungstendenzen
Viele Internatsschulen haben ihr Schul- und Betreuungsangebot differenziert, indem sie sich externen Schülern geöffnet, zusätzliche Schulzweige oder Tagesinternate angegliedert oder die Betreuung von Schülern übernommen haben, die nicht die eigenen Unterrichtseinrichtungen, sondern Schulen anderer Träger besuchen. Reine Jungen- oder Mädcheninternate haben die Koedukation eingeführt. Viele Institute nehmen heute „erziehungsschwierige“ Kinder und Jugendliche auf, die eigentlich zur klassischen Klientel der Kinder- und Jugendheime gehören. Einige wenige Internate richten sich in ihrem Angebot ausschließlich an begabte und leistungsorientierte Schüler, um diese besser als in der normalen Regelschule intensiv zu fördern.
Die Entwicklung auf dem Internatssektor hat eine Bewegung zur Gründung von Internaten mit wieder stärker elitärer Ausrichtung hervorgerufen. Eine wesentliche Vorbildfunktion hatte hierbei das System der Eliteförderung in der ehemaligen DDR, das nach der Wiedervereinigung z. T. „demokratisch gewendet“ fortgeführt wurde. Zusätzlich führte der „PISA-Schock“, d. h. das schlechte Abschneiden deutscher Schüler im internationalen Leistungsvergleich, zu dem Ruf nach gezielterer und früherer Förderung besonders begabter junger Menschen. So entstanden – teilweise in Fortsetzung historischer Modelle (z. B. die ehemaligen Fürstenschulen in Sachsen) – eine Reihe überwiegend staatlicher Internate für allgemein hoch befähigte Schüler oder Hochbegabte in den Bereichen Naturwissenschaften, Sprachen, Sport, Musik usw.
Auch einige der teuren Privatinstitute, denen aufgrund ihrer sozialen (d. h. preislichen) Exklusivität in der veröffentlichten Meinung gern das Prädikat „Eliteschule“ angeheftet wird, suchen Anschluss an diese Entwicklung (z. B. durch Erhöhung der Zahl von Begabtenstipendien).
Es scheint aber außerordentlich schwierig zu sein, elitäre Standards durchzusetzen und zu behaupten. Staatliche Eliteinternate haben in dieser Hinsicht von wenigen Ausnahmen abgesehen trotz sozialverträglicher Pensionssätze zwischen 50 und 300 Euro ähnliche Probleme wie die wesentlich kostspieligere private Konkurrenz. Wie das Beispiel der Eliteschulen des Sports im Osten Deutschlands zeigt, ist es offensichtlich schwierig, genügend hoch befähigte und charakterlich geeignete Aufnahmekandidaten für das Internatsleben zu finden.

### Kosten
Die Kosten liegen zwischen etwa 3 000 und 57 000 Euro jährlich.

## Bearbeitungen des Themas in Literatur und Film
In zahlreichen Romanen, Erzählungen und anderen Genres der seriösen Literatur ist seit dem Mittelalter und in fast allen europäisch geprägten Literaturen das soziale Beziehungsgefüge und das des Öfteren gefährdete Innenleben von Internatszöglingen immer wieder unter verschiedenen Blickwinkeln bearbeitet worden. Die Spannbreite reicht dabei von verklärenden Erinnerungen an die lustige Zeit im Internat bis hin zu sehr kritischen Darstellungen des Verhältnisses der Schüler untereinander bzw. zu ihren Lehrern. Die entsprechenden Texte werden unter dem literaturwissenschaftlichen Begriff Internatsliteratur zusammengefasst.
Aus dem frühen 20. Jahrhundert stechen etwa hervor Robert Musils Die Verwirrungen des Zöglings Törleß, Hermann Hesses Unterm Rad und Robert Walsers Jakob von Gunten. Der Sadismus in einer Kadettenanstalt des k.u.k. Österreichs mag zeithintergrundsbedingt und mentalitätsgeschichtlich nicht sehr viel mit heutigen Rahmenbedingungen gemeinsam haben, aber er ist doch ein bedeutendes literaturhistorisches Warnzeichen, was ohne Weiteres hinter den offiziellen Regularien möglich war und wohl auch weiter sein wird.
Die Liste der Bearbeitungen des Themas reißt auch in der Gegenwartsliteratur nicht ab, obwohl die Zahl der Internatsschüler und -schülerinnen heute wesentlich geringer ist als in früheren Zeiten und daher das Leben in einem Internat nur noch einer kleineren Anzahl von Personen aus eigener Erfahrung bekannt ist, nicht zuletzt deshalb behandeln auch viele der zuletzt veröffentlichten Texte das Internatsleben in der Vergangenheit. 1990 rückte der Film Der Club der toten Dichter und der gleichnamige Roman von Nancy H. Kleinbaum das Thema Internatsschule in den Fokus einer breiten Öffentlichkeit. 1995 erschien der Debütroman Faserland des Ex-Salemers Christian Kracht, der einen kritischen Einblick in die Welt der hedonismus- und konsumorientierten Internatszöglinge gibt. Ein 2006 neu erschienenes Buch, der Debütroman Warum du mich verlassen hast des FAZ-Kulturkorrespondenten in Madrid, Paul Ingendaay, wurde aufgrund vorwiegend positiver Rezensionen für den Preis der Leipziger Büchermesse nominiert, und Ingendaay erhielt in demselben Jahr für seinen Erstling den Niederrheinischen Literaturpreis der Stadt Krefeld. Er verarbeitet darin seine genauen Kenntnisse und Erfahrungen im Collegium Augustinianum Gaesdonck in den 1970er Jahren am Niederrhein. Den Hintergrund des autobiografisch angelegten Romans Unterm Staub der Zeit (2023) von Christoph Hein bildet das Leben eines Schülers aus der DDR in einem Westberliner Internat vor dem Mauerbau.
Bekannt wurde auch der Roman von Hugo Claus, Der Kummer von Belgien. Dort geht es um ein von katholischen Klosterschwestern geleitetes Internat, in dem Schüler einen „Geheimbund“ gründen und als „Apostel“ verbotene Bücher zusammentragen. Claus’ Roman wurde von Claude Goretta verfilmt. Ebenfalls in Belgien, jedoch im deutschsprachigen Osten, ging Hannes Anderer ins Internat und schildert diese 1940er Jahre, zeitweise unter deutscher Herrschaft, sehr genau im Roman Unterwegs zu Melusine, insbesondere die Verteufelung der jugendlichen Sexualität durch die Katholiken, durch Priester wie Laien.
Neben den literarischen Darstellungen gibt es auch Internatsfilme wie etwa Mädchen in Uniform aus dem Jahre 1931 nach einem Theaterstück von Christa Winsloe, dessen Remake von 1958 mit Romy Schneider und Lilli Palmer heute noch bekannt ist. Auch der Film Das fliegende Klassenzimmer (1973), lose basierend auf dem gleichnamigen Roman von Erich Kästner, thematisiert das soziale Leben einer Gruppe Schüler, die ihren Tagesablauf nach dem Internatsstundenplan ausrichten und im Handlungsverlauf der verfilmten Geschichte mit den Realschülern einer im gleichen Ort befindlichen Schule in mehreren Situation aneinandergeraten.
Außer der hier dargestellten gehobenen Literatur gibt es nach wie vor recht erfolgreiche Titel aus dem Gebiet der Unterhaltungsliteratur, insbesondere Kinder- und Jugendbücher, die in einem Internat spielen. Teilweise handelt es sich dabei um noch immer fortlaufend neu erscheinende Reihen, wie etwa die Jugendkrimis der TKKG-Reihe, die sich nach wie vor großer Beliebtheit erfreuen, obwohl (siehe oben) das Leben in einem Internat heute nur noch wenigen Jugendlichen aus eigener Anschauung bekannt ist. Die weltweit mit großem Abstand bekanntesten und erfolgreichsten Bücher und Filme zum Internatsleben sind die Romanserie und die auf ihr beruhenden Filme der Harry-Potter-Serie der britischen Schriftstellerin Joanne K. Rowling, die durchaus ernsthaft und kritisch typische Erscheinungen des Internatswesens behandelt.
Seit 1998 gibt es die Seifenoper Schloss Einstein für Kinder und Jugendliche, welche in einem fiktiven Internat spielt.